# Beijing World Park

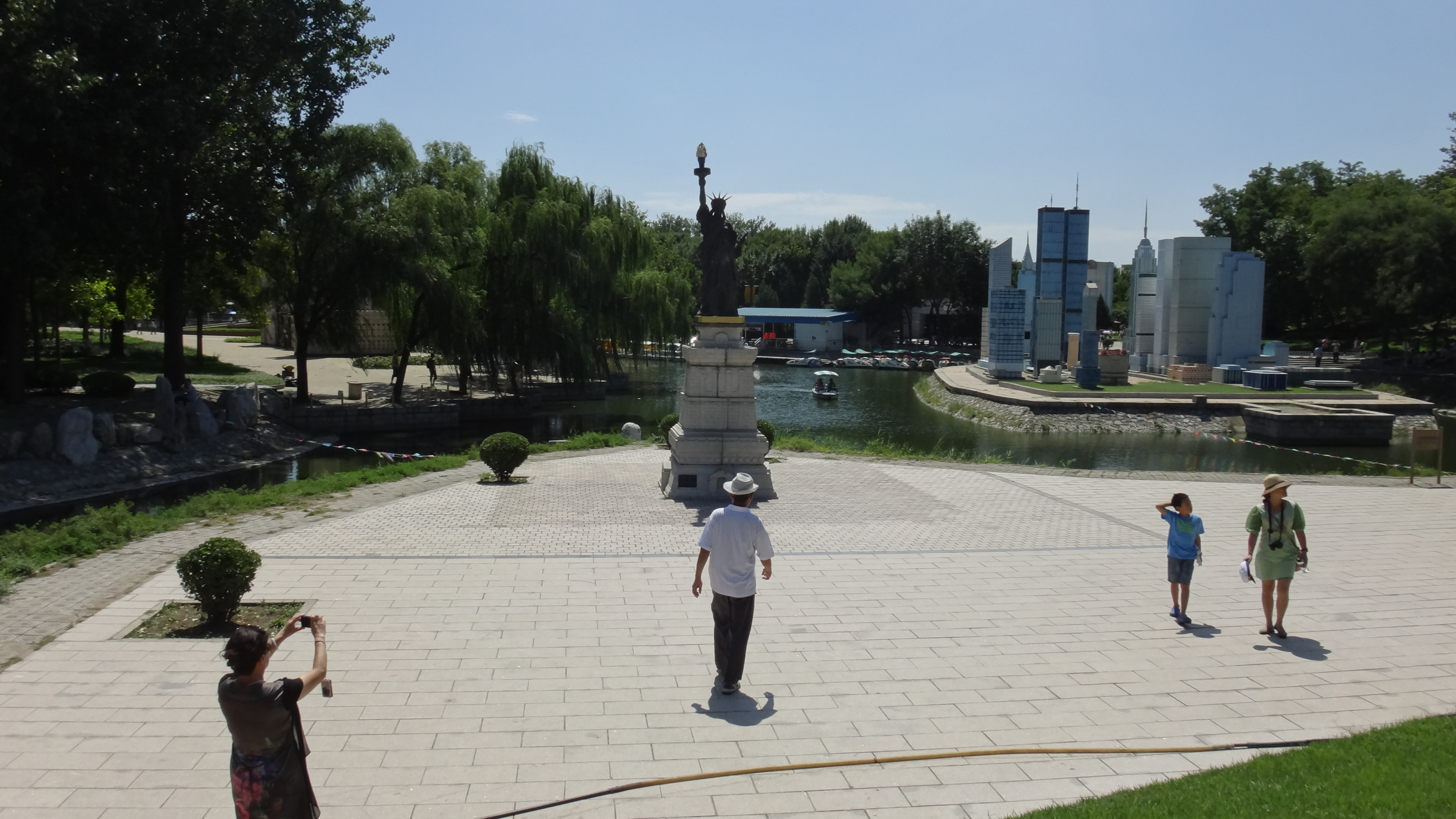
Réplicas en miniatura de la Estatua de la Libertad y los rascacielos de Manhattan (incluyendo el ya desaparecido World Trade Center)

Beijing World Park (Chino simplificado: 北京世界公园; Chino tradicional: 北京世界公園; pinyin: Běijīng Shìjiè Gōngyuán; Español: Parque Mundial de Pekín) es un parque de atracciones ubicado en Pekín, China. En sus 46 hectáreas pretende dar a los visitantes la oportunidad de ver varias atracciones turísticas del mundo sin salir de la ciudad. Inaugurado en 1993, se estima que recibe anualmente a 1,5 millones de visitantes.

## El parque
La entrada al parque está conformada por un castillo gótico, un pasillo romano y esculturas en relieve hechas de granito. Inmediatamente tras la puerta de acceso está un jardín de estilo italiano con grandes escalinatas, fuentes y esculturas, todo ello inspirado en obras similares del Renacimiento. Dispersos por todo el parque hay jardines y prados con réplicas en miniatura de aproximadamente 100 estatuas famosas, entre ellas la Estatua de la Libertad, la Sirenita de Copenhague, el David de Miguel Ángel y la Venus de Milo. Una vez dentro de las puertas, el parque está conformado por 2 partes principales: el área escénica y el área de compras, comidas y entretenimiento.

### Área escénica
El área escénica está modelada sobre una representación natural del mundo, representando los 4 grandes océanos y enfocándose en África, Asia, Europa y las Américas. Contiene 109 representaciones a escala de atracciones famosas de unos 40 países. Cada atracción representa a su país o región de origen y está situada dentro del parque según su ubicación en el mapa. Entre las atracciones representadas en el parque están las siguientes:
- Pirámides de Gizeh (Giza, Egipto)
- Torre Eiffel (París, Francia)
- Taj Mahal (Agra, India)
- Torre Inclinada de Pisa (Pisa, Italia)
- Big Ben (Londres, Inglaterra, Reino Unido)
- Estatua de la Libertad (Nueva York, Nueva York, Estados Unidos)
- Edificios de Manhattan, incluyendo el ya desaparecido World Trade Center (Nueva York, Nueva York, Estados Unidos)

Al modelar las réplicas de las atracciones se prestó atención a los detalles. Las ornamentaciones y relieves detallados están incluidos. Incluso los materiales utilizados son similares a los originales. Por ejemplo, la réplica de las Pirámides de Gizeh se hizo con 200.000 ladrillos de mármol blanco, cada uno del tamaño de una barra de jabón.
Muchas de las zonas de esta área también incluyen entretenimiento en vivo u otro tipo de experiencia cultural inmersiva. Hay un área especial de jardines en esta área del parque conformada por el parque Qingyingjing en representación de China, la Villa Imperial Katsura en representación de Japón y una villa jardín de estilo estadounidense. Dicha área especial permite a los visitantes ver estilos de jardinería de distintas partes del mundo. Para moverse en esta área del parque, los visitantes tienen 3 opciones: viajar por los "océanos" en lancha, tomar el monoriel o realizar un tour a bordo de vehículos a batería.

### Área de compras, comidas y entretenimiento
Esta área del parque está inspirada en la arquitectura de Europa y Norteamérica. Los establecimientos comerciales de esta área permiten a los visitantes comprar recuerdos y muestras gastronómicas de los países y regiones representados en el área escénica. También contiene un área de entretenimiento, donde grandes espectáculos y proyecciones de películas se llevan a cabo en grandes teatros para mostrar la cultura y costumbres de varias partes del mundo.

## Información adicional
- Durante los Juegos Olímpicos de Pekín 2008, el parque fue seleccionado como una de las 3 zonas de protesta.
- La película china de 2004 Shijie fue filmada en el parque y se enfocó en las vidas de algunos empleados ficticios del parque.